# Würth-Preis der Jeunesses Musicales Deutschland
Der Würth-Preis der Jeunesses Musicales Deutschland wird seit 1991 jährlich an Persönlichkeiten, Ensembles und Projekte verliehen, die vorbildhafte Impulse für die deutsche Musiklandschaft geben. Er ist mit 25.000 Euro dotiert. Das Preisgeld wird von der Stiftung Würth bereitgestellt, die Preisträger werden vom Vorstand der Jeunesses Musicales Deutschland in Kooperation mit dem Deutschen Musikrat ausgewählt.

## Bisherige Preisträger
- 1991: Dennis Russell Davies
- 1992: Arcis-Quintett
- 1993: Philip Glass
- 1994: Dietmar Schönherr und sein Projekt Casa de los tres mundos in Nicaragua
- 1995: Philharmonischer Kinderchor Kühn (Prag), Polnische Nachtigallen (Posen), Tölzer Knabenchor
- 1996: Yakov Kreizberg
- 1997: Junge Deutsche Philharmonie
- 1998: Henry Meyer
- 1999: Tabea Zimmermann
- 2000: Nationales Kinderorchester Venezuela
- 2001: Claudio Abbado
- 2002: Ensemble Resonanz
- 2003: Theo Geißler
- 2004: Education Programm der Berliner Philharmoniker
- 2005: Justus Frantz mit seiner Philharmonie der Nationen
- 2006: Michael Kaufmann, Intendant der Philharmonie Essen
- 2007: Artemis Quartett
- 2008: Gustavo Dudamel
- 2009: Arab-Jewish Youth Orchestra Israel
- 2010: Martin Grubinger
- 2011: Bundesjugendorchester
- 2012: Sol Gabetta
- 2013: Bruno Weil
- 2014: Deutsche Kammerphilharmonie Bremen
- 2015: Vision String Quartet
- 2016: Lars Vogt
- 2017: Christian Tetzlaff
- 2018: STEGREIF.orchester
- 2019: Patricia Kopatchinskaja
- 2020: Junge Norddeutsche Philharmonie
- 2021: Jörg Widmann
- 2022: Notos Quartett
- 2023: Deutsche Streicherphilharmonie
- 2024: Mirga Gražinytė-Tyla